# Heitersberg
Der Heitersberg ist eine langgestreckte Hügelkette im zentralen Schweizer Mittelland. Er liegt im Osten des Kantons Aargau, erstreckt sich über eine Distanz von rund 13 km annähernd in Nord-Süd-Richtung und erreicht eine Höhe von bis zu 787 m ü. M. Im Westen wird er durch das Reusstal begrenzt, im Osten durch das Limmattal und das Reppischtal. Er ist zum grössten Teil bewaldet, auf einigen gerodeten Flächen wird Land- und Weidewirtschaft betrieben. Über ihn führt ein Passweg, der ebenfalls Heitersberg heißt.

## Geographie

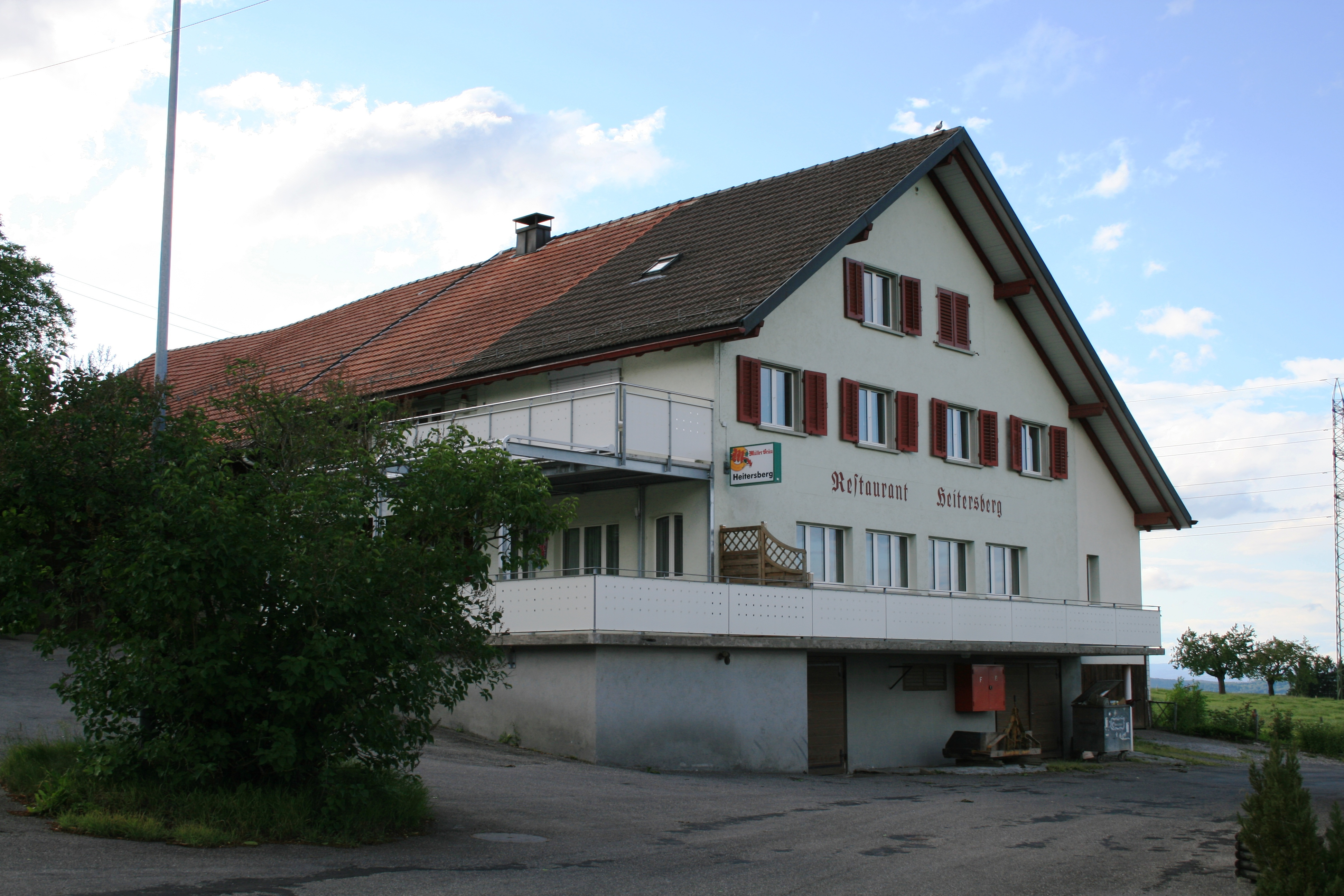
Restaurant «Heitersberg», Weiler Heitersberg

Das nördliche Ende der Hügelkette liegt in Baden beim Chrüzliberg (514 m ü. M.). Es folgen in südlicher Richtung der Baregg (531 m ü. M.), der Oberhau (619 m ü. M.), der Rüslerhau (640 m ü. M.), der Sennenberg (702 m ü. M.), der eigentliche Heitersberg (787 m ü. M.) und schliesslich der Hasenberg (762 m ü. M., Standort des Hasenbergturms). Dort fällt das Gelände zum 551 Meter hohen Mutschellenpass ab, dem Übergang zum anschliessenden Holzbirrliberg. Während die Westflanke der Hügelkette in der Regel sanft abfällt, ist die Ostflanke durch steil abfallende und tief eingeschnittene Bachtäler geprägt. Prägend sind zwei prähistorische Erdrutschgebiete, der Teufelskeller am Baregg und der Egelsee in einer sumpfigen Senke an der Steilflanke des eigentlichen Heitersbergs.
Auf der Hügelkette liegen nur einzelne Weiler: Rüsler in der Gemeinde Neuenhof (632 m ü. M.), Sennenberg in der Gemeinde Killwangen (658 m ü. M.), Heitersberg in der Gemeinde Spreitenbach (648 m ü. M.), Sennhof in der Gemeinde Remetschwil (664 m ü. M.), Oberschönenberg in der Gemeinde Bergdietikon (671 m ü. M.) und Hasenberg in der Gemeinde Widen (696 m ü. M.). Auf einer vorgelagerten Terrasse über dem Reusstal liegen die Dörfer Oberrohrdorf, Remetschwil und Bellikon.

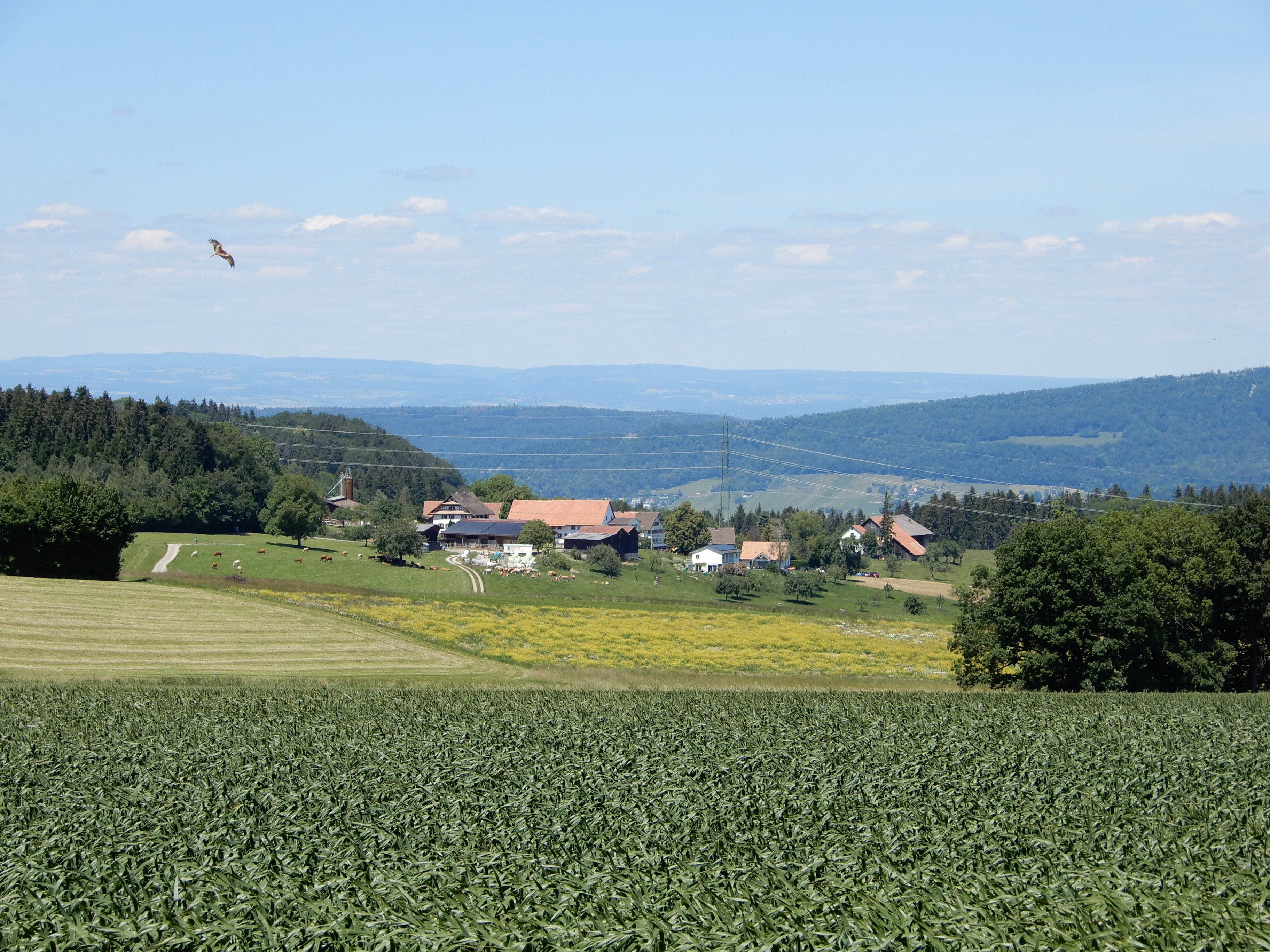
Der Weiler Heitersberg
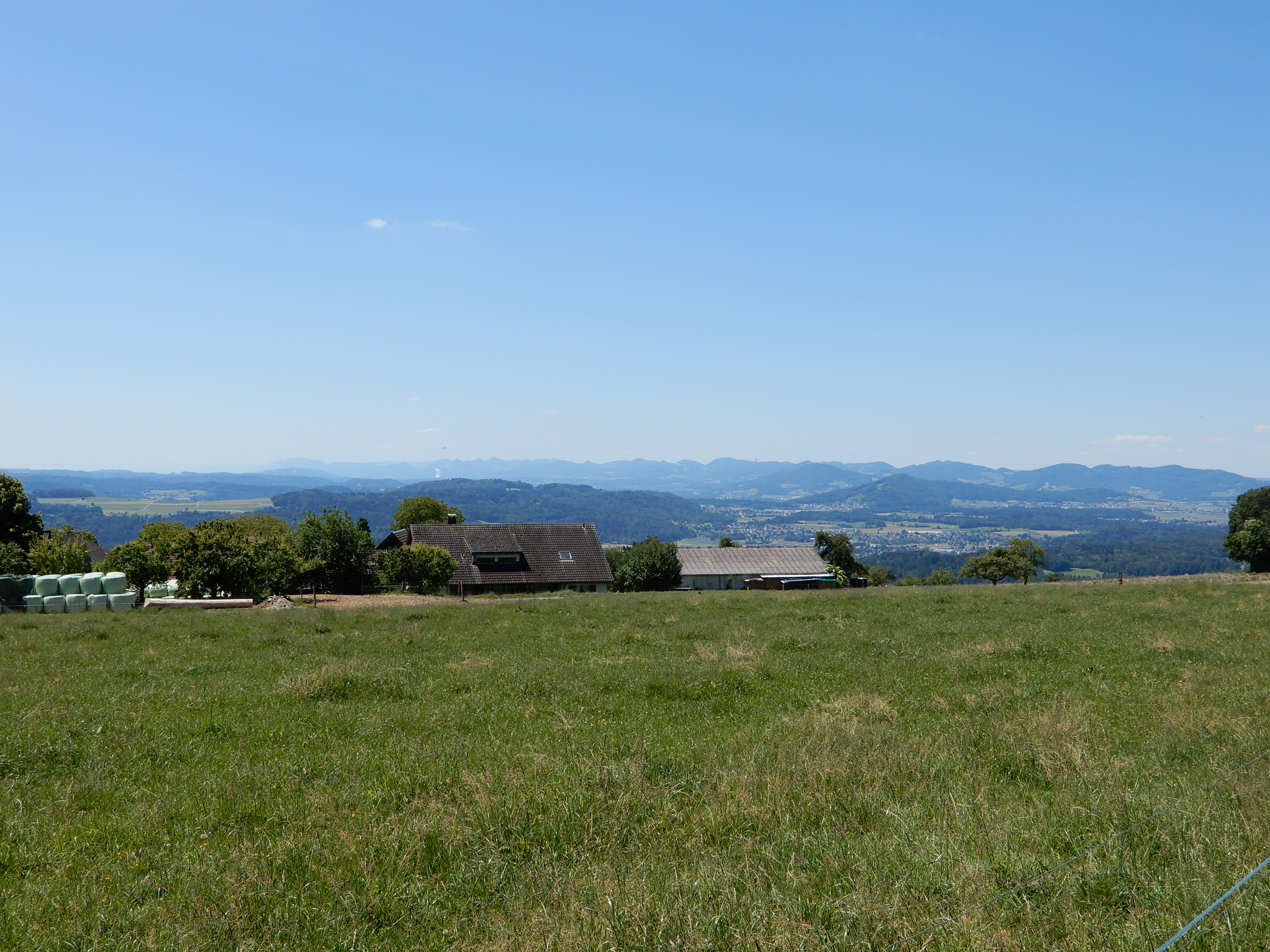
Der Weiler Sennhof
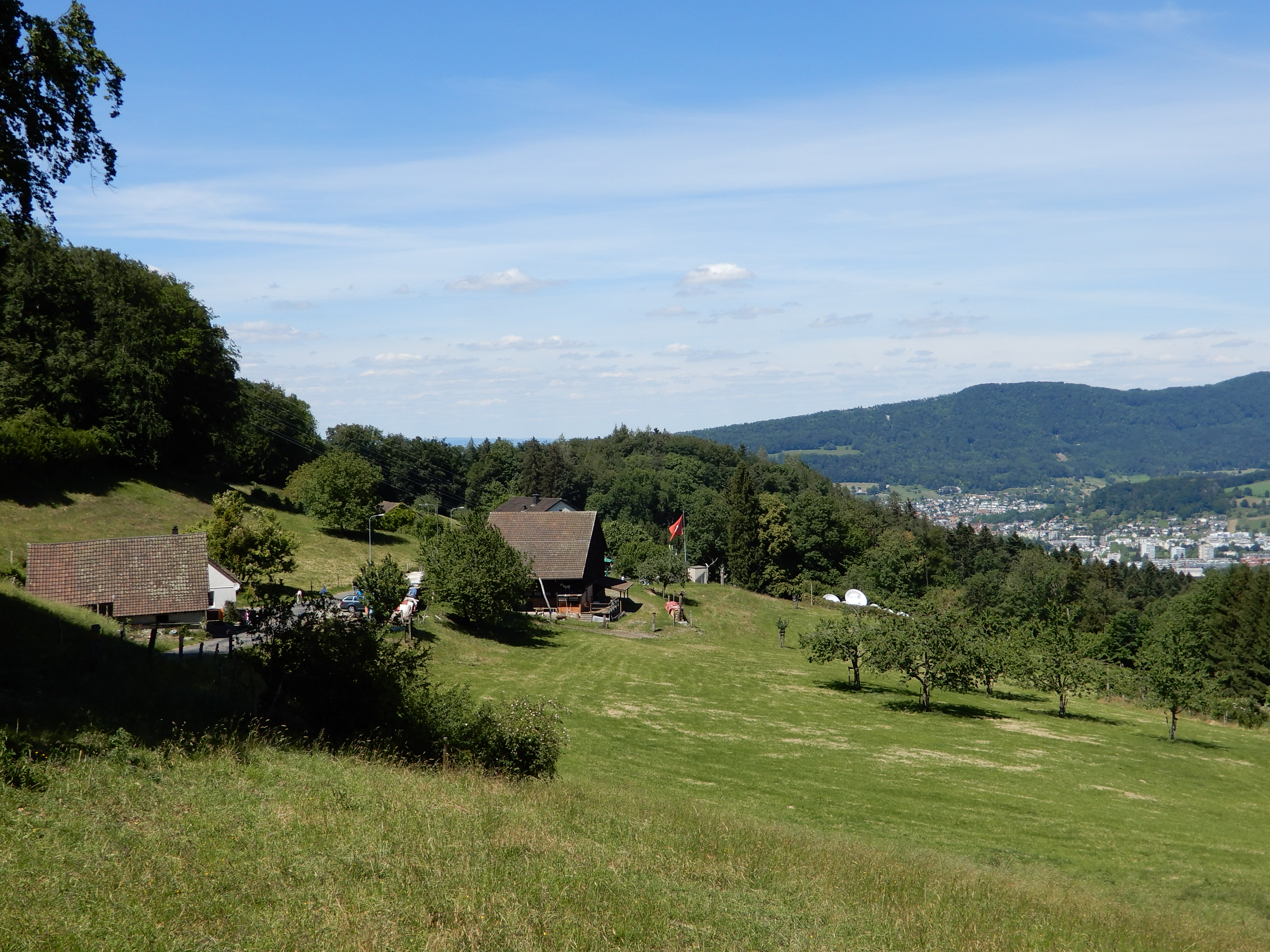
Der Weiler Rüsler

## Verkehr
Dem Verkehr im Mittelland, der überwiegend in West-Ost-Richtung verläuft, stellt sich die Heitersberg-Hügelkette als markantes Hindernis in den Weg. Sie wird von wenigen Strassen überquert, die allerdings alle für den motorisierten Durchgangsverkehr gesperrt und selten mit Hartbelag versehen sind. Die bekannteste Strasse führt von Oberrohrdorf über den Heitersberg nach Spreitenbach. Daneben gibt es noch eine zweite Strasse zwischen Oberrohrdorf über den Rüsler nach Neuenhof. In der Vergangenheit war für den Durchgangsverkehr ein Umweg über Baden ganz im Norden oder über den Mutschellenpass ganz im Süden notwendig. Seit Oktober 1970 führt die Autobahn A1 durch den 1,1 km langen Bareggtunnel zwischen Dättwil und Neuenhof. Zu den ursprünglich zwei Tunnelröhren kam im Juni 2003 eine dritte hinzu. Im Mai 1975 wurde der 4,9 km lange Eisenbahntunnel zwischen Mellingen und Killwangen eröffnet, der einen Teil der Heitersberglinie bildet.